# Homalorhagida
Homalorhagida är en ordning av djur. Homalorhagida ingår i fylumet pansarmaskar och riket djur. I ordningen Homalorhagida finns 66 arter.
Kladogram enligt Catalogue of Life och Dyntaxa:
| Homalorhagida | \| \| Neocentrophyidae \| \| \| \| \| \| Pycnophyidae \| \| \| \| |
|               | \| \| Neocentrophyidae \| \| \| \| \| \| Pycnophyidae \| \| \| \| |
|               | Cyclorhagida                                                      |
|               |                                                                   |
|               | Neocentrophyidae                                                  |
|               |                                                                   |
|               | Pycnophyidae                                                      |
|               |                                                                   |

|  | Neocentrophyidae |
|  |                  |
|  | Pycnophyidae     |
|  |                  |